# Fauda
Fauda (فوضى ou פאודה; do árabe: "caos"), é uma série de televisão israelense de ação e espionagem. Foi criada por Lior Raz e Avi Issaccharoff, e estreou no início de 2015 na emissora Yes. Mais tarde, começou a emitir-se internacionalmente através do serviço Netflix, sendo anunciada como uma produção original da Netflix, estreada no dia 2 de dezembro de 2016.

## História
Fauda foi desenvolvida por Lior Raz e Avi Issacharoff a partir de suas experiências pessoais vividas enquanto cumpriam o serviço militar na Unidade Duvdevan das Forças de Defesa de Israel. A série estreou-se em Israel no dia 15 de fevereiro de 2015. Contando a história de Doron, um comandante da Unidade Mista'arvim, e sua equipe quando tentam capturar um terrorista do Hamás conhecido pelo apelido de "O Pantera".
A primeira temporada da série foi filmada na localidade israelita de Kafr Qasim, durante a Operação Borde Protector.
Em junho de 2016, a série ganhou seis Prêmios Ophir, incluindo o de "Melhor Série Drama", nos Prêmios da Academia Israelita.

## Personagens

### Personagens principais
- Doron Kabilio, interpretado por Lior Raz. A família de Doron é constituída por sua mulher (Gali), um filho e uma filha. Doron, após deixar o exército, mantém-se a base de uma granja e uns vinhedos com os que trata de fazer seus próprios vinhos. Conhecido por ter matado a Abu Ahmad há 18 meses, ele voltará para o seu antigo posto de trabalho na Unidade 8200 das Forças de Defesa de Israel, após ter descoberto que Abu Ahmad ainda está vivo.
- Taufiq Hamed, também conhecido como Abu Ahmad, apelidado de "O Pantera", é interpretado por Hisham Suliman. Taufiq é um terrorista do Hamás supostamente abatido pela FDI 18 meses antes do começo da série, mas que na realidade está vivo e se prepara para realizar ataques terroristas, apesar de se ter celebrado inclusive seu funeral.[4] Taufiq reaparece depois de estar escondido desde o momento de sua suposta morte, e é visto de novo por seu irmão pela primeira vez, já que irá felicitá-lo porque se casará em breve. Taufiq é acusado de matar à 116 israelitas.
- Walid O Abed interpretado por Shadi Mar'i, é um homem de confiança da equipe de Taufiq, e um do poucos que segue vendo o "O Pantera" após seu funeral.
- Dra. Shirin O Abed interpretada por Laëtitia Eïdo, de 32 anos de idade, prima de Walid.[5] Sua mãe é de Nablus e seu pai é de Paris. Ela foi voluntária no programa Médicos Sem Fronteiras em 2006. Estudou medicina na Universidade Nacional An-Najah, e atualmente trabalha no setor de emergências do Hospital de Cirurgia de Rafidia. É viúva, casou-se aos 23 anos com um farmacêutico, que morreu quatro anos mais tarde vítima esclerose múltiplo.
- Gabi, também conhecido como Capitão Eyov, interpretado por Itzik Cohen.
- Mickey Moreno interpretado por Yuval Segal, comandante de Doron em sua antiga unidade.
- Gali Kabilio interpretada por Netta Garti, mulher de Doron.
- Nasrin Hamed interpretada por Hanan Hillo, mulher de Taufiq.
- Boaz interpretado por Tomer Kapon, fala árabe fluentemente, e trabalha com árabes no Ministério de Defesa.[6] É o irmão de Gali e colega de Doron.
- Naor interpretado por Tsahi Halevi.
- Nurit interpretada por Rona-Li Shimon, é a única mulher da unidade de Doron. Apesar de que sua função é permanecer fora de cena, ela deseja entrar em ação.
- Avichay interpretado por Boaz Konforty.
- Hertzel Pinto, também conhecido como Steve, interpretado por Doron Ben-David

### Personagens secundárias
- Ido Kabilio interpretado por Mel Malka.
- Jihan Hamed interpretado por Khawlah Hag-Debsy.
- Shiekh Awadalla interpretado por Salim Dau.
- Gideon Avital interpretado por Uri Gavriel.

## Episódios

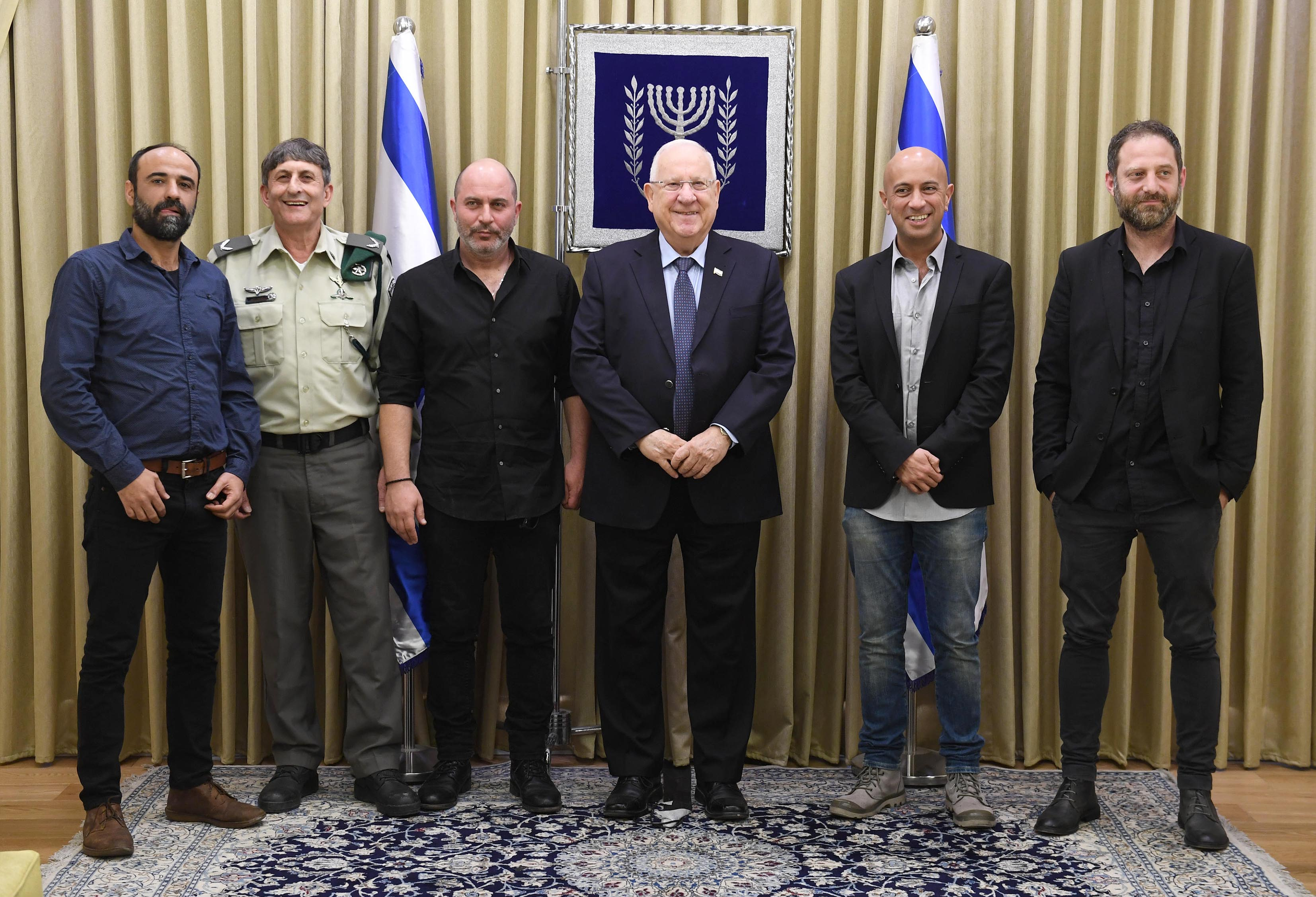
O presidente de Israel, Reuven Rivlin, com o elenco da série, em 7 de fevereiro de 2018.

### Resumo
| Temporada | Temporada | Episódios | Estréia original        | Final original      |                                 |
| Temporada | Temporada | Episódios | Estréia original        | Final original      | Estreia Internacional (Netflix) |
| --------- | --------- | --------- | ----------------------- | ------------------- | ------------------------------- |
|           | 1         | 12        | 15 de fevereiro de 2015 | 3 de maio de 2015   | Dezembro 2016                   |
|           | 2         | 12        | 31 de Dezembro de 2017  | 18 de Março de 2018 | 2018                            |
|           | 3         | 12        | 26 de Dezembro de 2019  | 12 de Março de 2020 | 2020                            |

### Temporada 1
| N.º (série) | N.º (temp.) | Título      | Data da emissão em Israel | Estreia Internacional |
| ----------- | ----------- | ----------- | ------------------------- | --------------------- |
| 1           | 1           | Episódio 1  | 15 de fevereiro de 2015   | Dezembro de 2016      |
| 2           | 2           | Episódio 2  | 22 de fevereiro de 2015   | Dezembro de 2016      |
| 3           | 3           | Episódio 3  | 1 de março de 2015        | Dezembro de 2016      |
| 4           | 4           | Episódio 4  | 8 de março de 2015        | Dezembro de 2016      |
| 5           | 5           | Episódio 5  | 15 de março de 2015       | Dezembro de 2016      |
| 6           | 6           | Episódio 6  | 22 de março de 2015       | Dezembro de 2016      |
| 7           | 7           | Episódio 7  | 29 de março de 2015       | Dezembro de 2016      |
| 8           | 8           | Episódio 8  | 5 de abril de 2015        | Dezembro de 2016      |
| 9           | 9           | Episódio 9  | 12 de abril de 2015       | Dezembro de 2016      |
| 10          | 10          | Episódio 10 | 19 de abril de 2015       | Dezembro de 2016      |
| 11          | 11          | Episódio 11 | 26 de abril de 2015       | Dezembro de 2016      |
| 12          | 12          | Episódio 12 | 2 de maio de 2015         | Dezembro de 2016      |

## Veja-se também
- Conflito árabe-israelita
- O Príncipe (série de televisão)